# Sentier de grande randonnée 43
Le sentier de grande randonnée 43 (GR 43) se situe en Lozère et relie Sainte-Eulalie et le col des Faïsses.

## Les étapes
Sainte-Eulalie
 Le col de la Barte (1 422 m)
 Le col de la Baraque des Bouviers (1 420 m) 
 Le col de la Croix de Bor (1 450 m)
 Le col des Trois Sœurs (1 470 m)
 Le Giraldès (Arzenc-de-Randon) 
 Le col du Cheval Mort (1 454 m)
   Le Signal de Randon (1 551 m)
   Le lac de Charpal (1 326 m)
 Laubert
 Chadenet
 Le col de la Loubière (1 181 m)
 Les Combettes (1 000 m)  menhirs
 Florac
 Le col des Faïsses (1 018 m)

## Photos

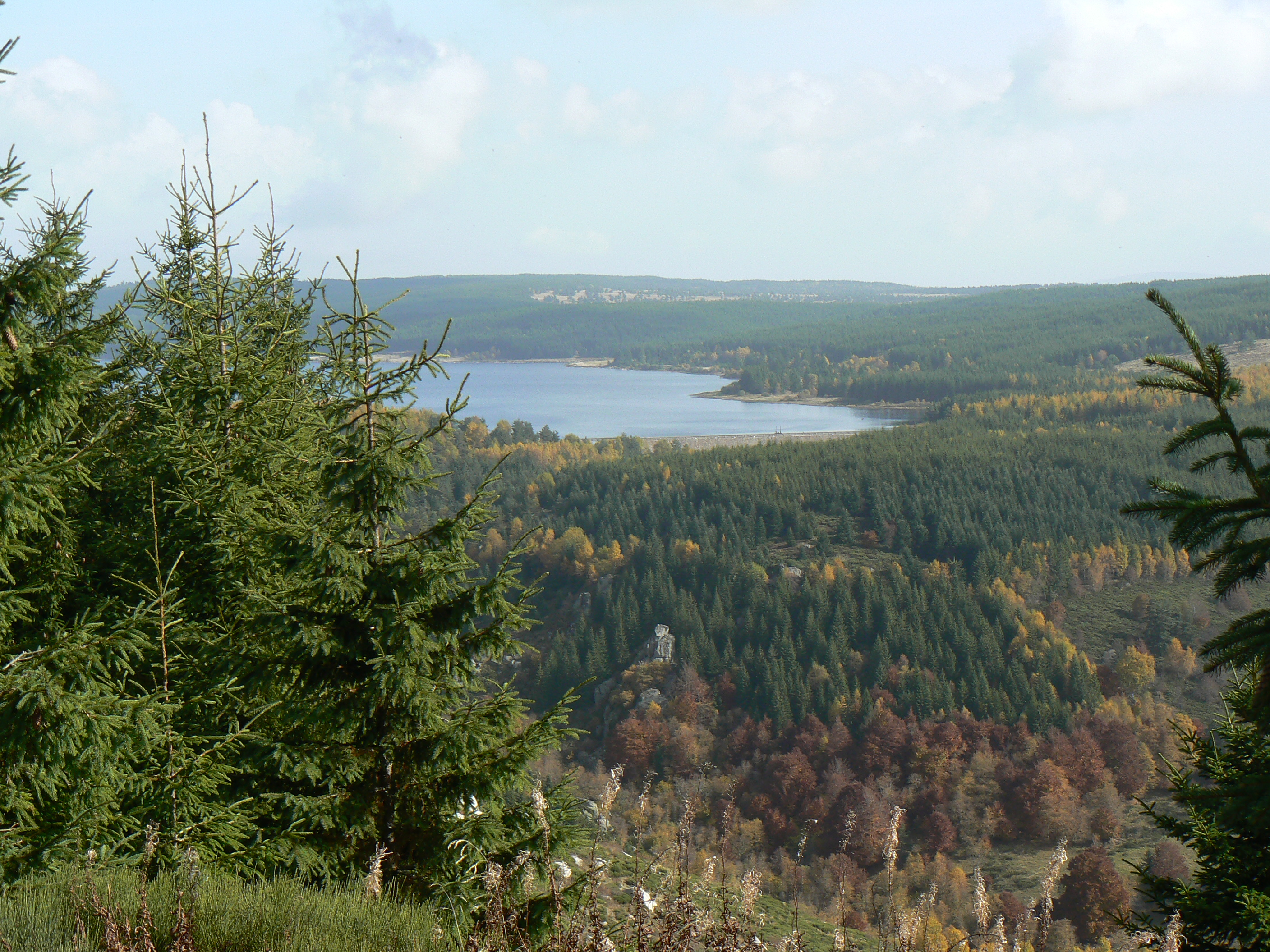
– Lac de Charpal –
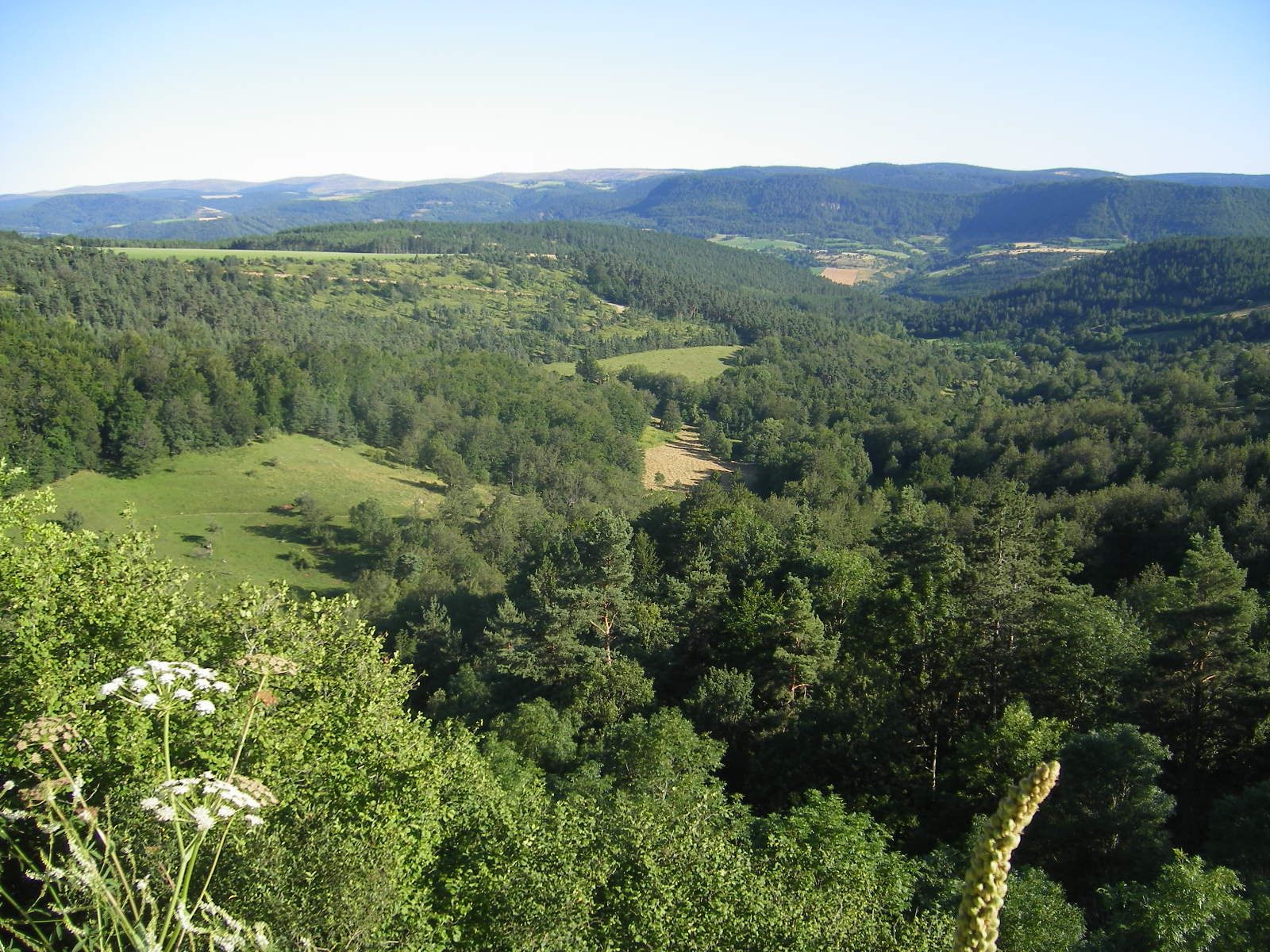
– Pelouse – Vallée de l’Esclancide
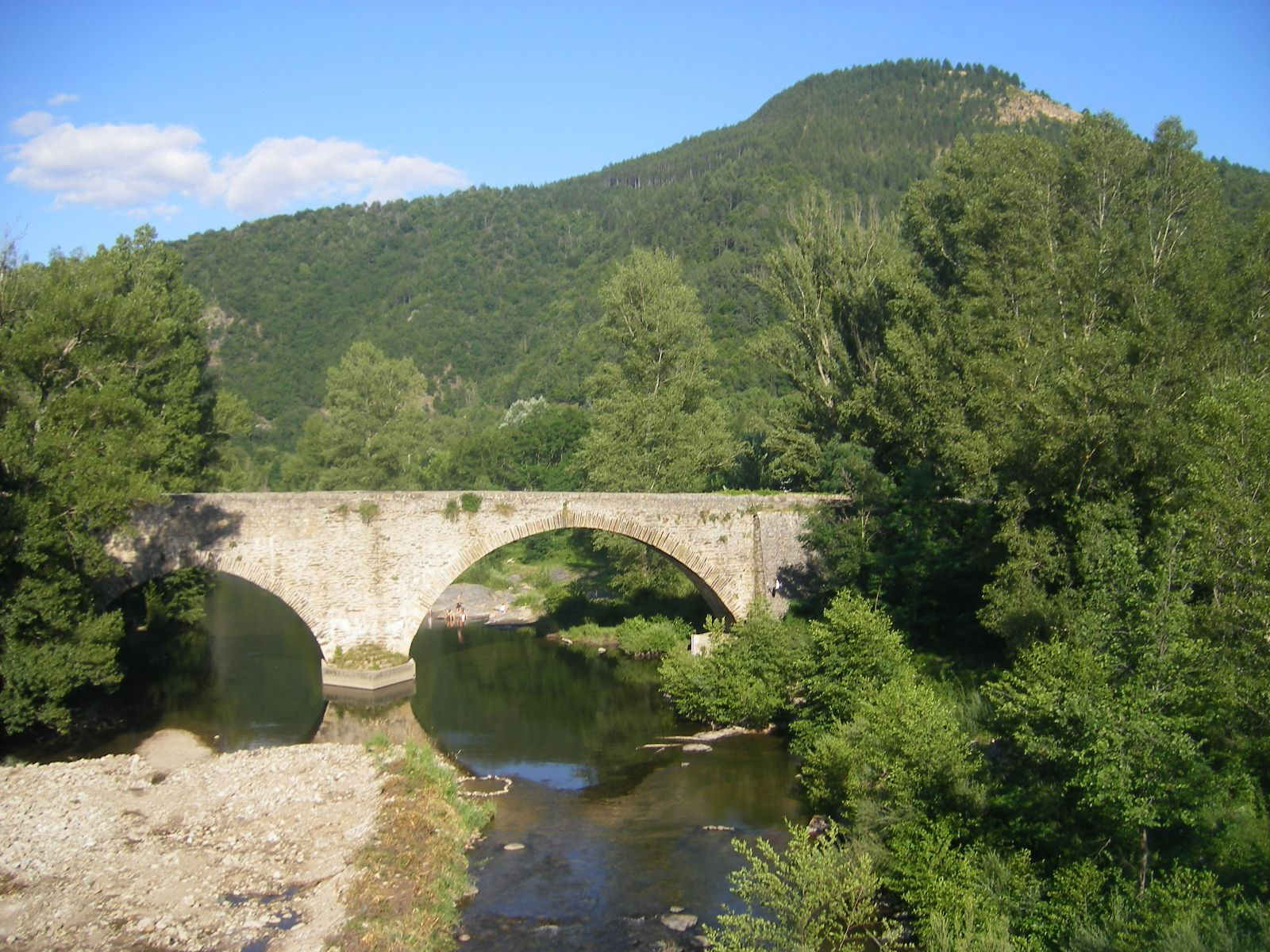
Pont sur le Tarn en aval de Florac
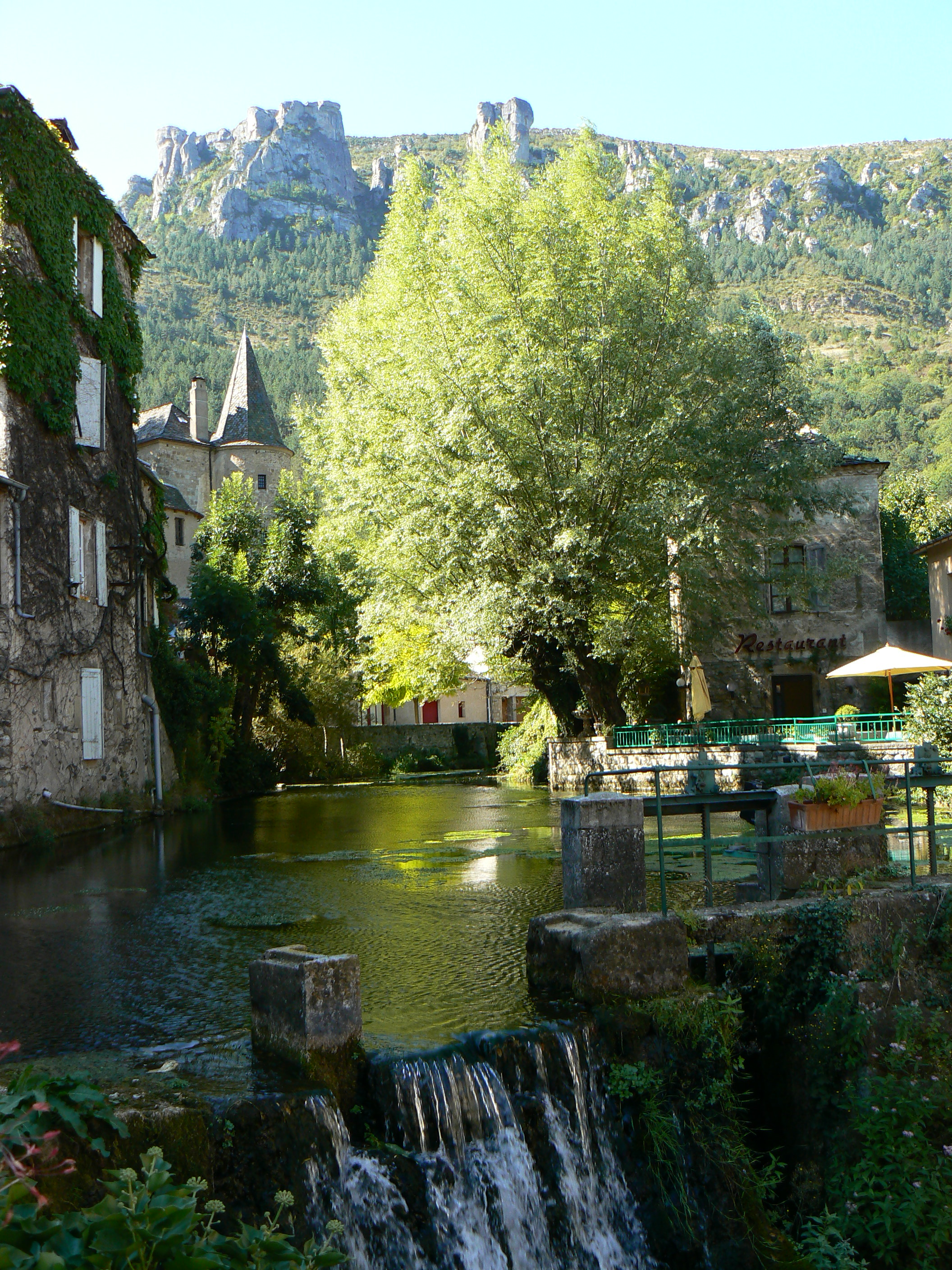
– Florac – La source du Pêcher